# Хохрин, Савва Николаевич
Савва Николаевич Хохрин (11 апреля 1927, Головинское, Ярославская губерния — 4 января 2025) — советский учёный-зоотехник, доктор сельскохозяйственных наук, профессор.

## Биография
С. Н. Хохрин родился 11 апреля 1927 года в деревне Головинское (ныне — Ростовского района, Ярославской области) в семье крестьянина.
С 1942 по 1945 год учился в Великосельском зоотехническом техникуме Гаврилов-Ямского района Ярославской области.
Трудовую деятельность начал в 1945 году участковым зоотехником, затем зоотехником Райзо в Добринском районе Сталинградской области. С 1947 по 1952 год учился в Ярославском сельскохозяйственном институте на зоотехническом факультете, который окончил с отличием и был рекомендован для учёбы в аспирантуре. После окончания института короткое время работал «инспектором по коню» в Арефинском районе Ярославской области.
В 1952 году С. Н. Хохрин поступил в аспирантуру при отделе кормления сельскохозяйственных животных Всесоюзного НИИ животноводства (ВИЖ) в Москве. В то время отдел кормления животных ВИЖа возглавлял известный корифей зоотехнической науки профессор М. Ф. Томмэ. По окончании аспирантуры С. Н. Хохрин в 1955 году защитил диссертацию на тему «Использование отдельных микроэлементов при откорме растущих подсвинков» (научный руководитель — кандидат сельскохозяйственных наук, старшего научного сотрудника Е. И. Симон), получив учёную степень кандидата сельскохозяйственных наук.
После окончания учёбы в аспирантуре Савва Николаевич был направлен на работу в институт животноводства и ветеринарии АН Таджикской ССР, в котором проработал до 1966 года в должности заведующего отделом кормления сельскохозяйственных животных.
Основным направлением его научных исследований в этот период являлась разработка теоретических основ взаимосвязи факторов кормления и их роли в эколого-физиологической адаптации свиней в условиях повышенных температур внешней среды зоны сухих субтропиков. В результате исследований механизмов приспособления свиней к экстремальным условиям жаркого климата и влияния полноценного кормления на обменные функции животных С. Н. Хохрин впервые в СССР разработал нормы потребности свиней в энергии, питательных и биологически активных веществах в расчёте на сухое вещество рациона для условий разведения свиней в условиях повышенных температур внешней среды. Эти нормы были опубликованы в его книге «Кормление свиней» (М., «Колосс», 1982).
В период работы в АН Таджикистана С. Н. Хохрин в течение многих лет, будучи доцентом (по совместительству) в Таджикском сельскохозяйственном институте преподавал курс «Свиноводство».
В 1966 году С. Н. Хохрин по конкурсу был избран на работу в Ульяновском сельскохозяйственном институте на должность заведующего кафедрой кормления сельскохозяйственных животных и зоогигиены, в котором проработал до 1974 года. В этот период, помимо кормления сельскохозяйственных животных, он преподавал «Опытное дело в животноводстве» и «Введение в зоотехнию». С 1968 по 1970 год находился в докторантуре с прикомандированием к Ленинградскому сельскохозяйственному институту на кафедру кормления животных к академику А. П. Дмитроченко.
В 1971 году С. Н. Хохрин на заседании Учёного Совета зоотехнического факультета ЛСХИ успешно защитил докторскую диссертацию на тему «Основы нормированного кормления свиней при повышенной температуре среды» с присвоением учёной степени доктора сельскохозяйственных наук по специальности 06.02.02. — кормление сельскохозяйственных животных и технология кормов. В 1972 году Савва Николаевич был утверждён в учёном звании профессора по кафедре «Кормление сельскохозяйственных животных».
В период работы в Ульяновском сельскохозяйственном институте под руководством проф. Хохрина велась большая научно-исследовательская работа. Основной проблемой в это время являлось совершенствование системы полноценного кормления с.-х. животных за счёт разработки и применения новых способов, таких как регулирование сахаро-протеинового соотношения в рационах молочных коров; уровня водо-солерастворимых фракций протеина в рационах крупного рогатого скота при доращивании и откорме; уровня липидов в рационах свиней; использование биологически активных веществ и кормовых добавок (инсулина, глауберовой соли, витаминов, микроэлементов, карбамида, диаммонийфосфата и др.) при откорме КРС на рационах с максимальным количеством свекловичного жома; использование гранулированных монокормов из ячменя, овса и гороха при откорме скота.
В 1975 году профессор Хохрин С. Н. был приглашён (по конкурсу) на работу в Ленинградский ветеринарный институт на должность заведующего кафедрой кормления животных, в котором проработал до 2004 года. Помимо основной учебной работы — чтения лекций по кормлению животных и руководства аспирантами, им много внимания уделяется разработке учебно-методических пособий. Он принимал участие в составлении типовых программ по кормлению животных для вузов страны по специальностям «Ветеринария», «Биохимия», «Биофизика» (1980, 1990, 2001 гг.). Разработаны проблемные лекции по рациональному кормлению сельскохозяйственных животных в промышленных комплексах по производству животноводческой продукции, а также спецкурсы «Кормление лошадей», «Кормление собак и кошек» по специализации.
Основным направлением его научных исследований в этот период является совершенствование нормированного и полноценного кормления сельскохозяйственных и домашних животных путём разработки способов получения и применения микробиальной белково-ферментной биомассы слизистых бацилл; белково-витаминного препарата одноклеточных морских водорослей платимонас виридис, минеральных премиксов; ферментных препаратов (норизина, целлотерина, глюкозидазы, вильима, эндофида, пуриветина); углеводно-протеинового корма из сфагмового торфа; белватамила, кофейного шлама и вермикулита.
Концепция научных исследований проф. С. Н. Хохрина по совершенствованию энергетического, протеинового, липидного, минерального и витаминного питания сельскохозяйственных и домашних животных нашла своё отражение в его многочисленном списке опубликованных работ.
Научные труды и изобретения проф. С. Н. Хохрина известны во многих странах мира (США, Канада, Англия Франция, Германия, Голландия, Бельгия, Австралия). Под его научным руководство проходили стажировку учёные из Германии (г. Лейпциг), Китая (г. Харбин) и другие. Под его редакцией в качестве ответственного и члена редколлегий изданы многие сборники научных трудов институтов.
Профессор С. Н. Хохрин много внимания уделяет подготовке научных кадров. Им подготовлен 3 доктора и 18 кандидатов наук, в том числе из иностранных государств.
С сентября 2005 года проф. С. Н. Хохрин трудился в Санкт-Петербургском государственном аграрном университете в должности профессора кафедры крупного животноводства. Помимо основной работы — чтения лекций по кормлению животных и зоогигиены на зооинженерном, агрономическом и экономическом факультетах им освоены элективный курс «Микробиологические основы силосования» и новая дисциплина по специализации «Современные технологии в кормлении животных». Являлся членом Учёного совета зооинженерного факультета по присуждению учёных степеней доктора и кандидата сельскохозяйственных и биологических наук.
Скончался 4 января 2025 года в возрасте 97 лет.

## Изобретения
Совместно с другими учёными получено 6 авторских свидетельств на изобретения, среди которых «Способ кормления телят», предусматривающий эффективное использование белково-ферментной биомассы Bacillus musilaginosus; «Способ кормления цыплят», отличительной чертой которого является применение белково-витаминного препарата морской микроводоросли Platimonas viridis; «Способ кормления кур-несушек», предусматривающий применение кофейного шлама в рационах птицы; «Способ консервирования растений», применение которого способствует сохранению питательных веществ в силосе.

## Награды
- ветеран труда и ВОВ.
- медаль «За доблестный труд в Великой Отечественной войне 1941—1945 гг.»
- медаль «60 лет Победы в Великой Отечественной войне 1941—1945 гг.».